# Olesin
Olesin es un pueblo de Polonia, en Mazovia.  Se encuentra en el distrito (Gmina) de Dębe Wielkie, perteneciente al condado (Powiat) de Mińsk. Se encuentra aproximadamente a 3 kilómetros  al oeste de Dębe Wielkie, a 11 km al oeste de Mińsk Mazowiecki, y a 29 km  al este de Varsovia. Su población es de 200 habitantes.